# Аеродромска контрола летења
Аеродромска контрола летења (АКЛ) једна је од обавезних служби на аеродрому, опремљена уређајима и високософистицираном опремом за руковођење летењем у контролној зони аеродрома (енгл. Control Zone -CTR) и праћење кретања авиона, возила и људи по маневарским површина аеродрома. Њен задатак је да сходно важећим међународним прописима обезбеди организовано и безбедно летење и руковођење летењем у зони одговорности аеродрома.
Аеродромска контрола летења може бити; стационарна, ако је смештена у за то наменски зиданом објекту од чврстог материјала или преносна ако се налази у специјалном возилу или контејнеру на сопствени погон или вучу.
Врста објеката и уређаја којим је опремљена АКЛ зависи од намене и категорије аеродрома. Непосредну контролу летења АКЛ обавља уз помоћ радарских уређаја (свих намена), светлосно-сигналним уређајима и радио системима за коминикацију са ваздухопловима приликом слетања и полетања. АКЛ врши и непосредну контролу и рад замаљског особља на аеродрому задуженим за опслуживање летења, које се креће по аеродромским саобраћајницама и другим маневарским површинама унутар аеродрома.
Ова служба налази се непосредно на аеродромима и смештена је у контролном торању (највишој згради на аеродрому, са стакленом куполом на врху) или у преносном контејнеру са куполом, одакле се може визуелно и инструментално да прати кретање ваздухоплова у зони аеродромског комплекса.
Аеродромска контрола летења контролише летење у непосредној зони аеродрома (енгл. Control Zone -CTR) која се налази у кругу од 9–18 km, и кретање ваздухоплова у аеродромском школском кругу.

## Историјат
Прва аеродромска контрола летења у свету основана је у Уједињеном краљевству 1921. година на аеродрому Кројдон у Лондону.
У САД, прва аеродромска контрола летења уведена је 1922. после Првог светског рата када су САД почела да користе у Америчкој војсци техники развијене система за праћење ваздухоплова, уз чију помоћ су усмеравали и пратили кретање својих извиђачких авиона, у зони договорности ваздухопловне базе.
Први контролни торањ, у Северној Америци, који је регулисао доласке, одласке и кретање авиона по маневарским површинама на одређеном аеродрому, отворена је у Кливленду 1930. године.
Први ваздухопловно контролни центар за контролу ваздушног саобраћаја који је пратио кретање ваздухоплова од местра поласка до одредишта у САД, отворен је у Њуарку, Њу Џерзи 1935, а потом у Чикагу и Кливленду, 1936. године.
Рани облици контроле ваздушног саобраћаја заснивали су се на „процедуралној контроли”. Пилот је обавештавао контролу лета о прелетењу одређиних тачака дуж јасно одређених коридора за летење. Податке је користи контролор летења независно од навигатор у авиону, тако да ако је навигатор податке погрешно обрачунавао и контролор летења је такође добијао погрешне пофдатке о положају авиоана.
Након увођења радара 1950. године, за праћење и контролу ваздушног простор, не само да је побољшана контроле летења ваздухоплова, већ је проширена зона одговорности једног аеродрома на 8–18 km. Када је почео да користи такозвани „основни радар”, који је користио енергију одбијену од трупа авиона, настао је велики скок у погледу функционисања контроле ваздушног саобраћаја. Контролор је тиме добио независтан извор информација о локацији авиона. Основни радар, међутим, имао је недостатака. Одјеци сигнала били су статични, ограничене покривености, подложни на утицај времена, стварали су јаку буку, нису давали аутоматске податке о идентификације ваздухоплова, и прецизне података о висини и брзини авиона. Основни радар се и даље користи, али је његова функционалност побољшана применом рачунара.
Неке земље су потпуно повукле из употребе основни радар за контролу цивилног ваздушнног саобраћаја. Тако да се ова врста радара користи само у системима ПВО јер је у стању да детектује циљеве без обзира на њихову опрему или жељу да буду откривени.
Следећи корак у контроли лета била је комбинована примена такозваног „секундарног контролног радара” и рачунара. Рад секундарног радара заснован је на принципу „питање - одговор”. Авион је опремљен транспондером, аутоматском радио станицом. Ова радио станица емитује сигнал као одговор попут радарског сигнала. Систем има многе предности. Сигнални одговор преноси се на различите фреквенције према захтеву, тако да је секундарни радар отпоран на сопствени ехо. Захваљујући сигналном одговору нови сигнал не одражава преосталу енергију, тако има много већи опсег и самим тим мању снагу примењеног радарског зрачења. Поред тога, сигнални одговор је кодирана, додем идентификационог кода, а висина ваздухоплова произилази из авионског барометарског висинометрома. Основна мана средњег радара је да његово функционисање зави од исправности транспондера. Авион са отказом или без транспондера за секундарни надзорни радар је невидљиве.
У нардедној развојној фази опремања контроле летења савременом опремом за навигацију, долази до увођења тзв. централизованог компјутерског система. Овај систем омогућава брзу обраду сигнала и пренесених података у централну контролу ваздушног саобраћаја у дигиталном облику. Тако сада, једна компјутеризована јединица може покривати веома велико подручје са више радара укључених у овај систем. Наиме компјутерски софтвери омогућили су промену облика презентације радарских података. То је контролорима летења омогућило лакше и брже тумачење радарске слике. Класични слика на монитору замењена је компјутерском графиком. Захваљујући овим уређајима контролор лета сада има податке о: идентитету, надморској висини и брзини авиона, као и целокупни план летања за све авионе који су видљиве на истом екрану. Систем такође, додуше ограничено, може смањити ризик судара авиона правовременим откривањем опсаности.
Следећи корак у еволуцији рада контроле летења било је унвођење у радарске системе и извора позиционих података ваздухоплова са сателита. Универзални приступ сателитској навигацији направио је револуционарне измену у контроли ваздушног саобраћаја јер ваздухоплов сада аутоматски пријављује своју позицију (са високом прецизношћу). Предност овог система је и та да су његови извештаји доступни не само за контролу лета, већ и за друге ваздухоплове који су тренутно у ваздуху.

## Одговорност АКЛ у ваздушном саобраћају
Аеродромска контрола летења обавља један од најодговорнијих послова у ваздушном саобраћају и глобално гледана и саобраћају на свету. Овај посао захтева од контролора летења беспрекорно одлично знање, сталну обученост, психофизичко здравље, апсолутно поштовање свих прописаних процедура, одсуство непажње, забушавања, одсутности, незнања и несигурности, као и непосредну бригу о свом здрављу.

## Контролни торањ и рад у њему
Контрола торањ је највиша зграда на аеродрому, са стакленим структурама у облику куполе на врху која контролорима ваздушног саобраћаја пружа панорамски поглед на целу површину аеродрома и његову околину.
Визуелно посматрањем из контролног торња представља примарни метод контроле ваздушног саобраћаја на земљи и у ваздуху у непосредној близини аеродрома. Из аеродромског контролног торња контролори ефикасно прате кретање ваздухоплова и возила која раде на пистама и стазама за вожење аеродрома, као и авионе у ваздуху у непосредној близини аеродрома.
Земањским радарски системи за праћење, којима је опремљена већина АКЛ, помажу контролорима летења да прате и усмеравају авионе и друга возила која се крећу на аеродрому, а тзв приступни радари омогућавају контролу приближавање и одласка авиона у ваздуху. На екранима ових радара контролори летења уочавају позицију авиона, кодне идентификационе ознаке авиона, брзину и висину авиона у зонама одговорности АКЛ у три опште оперативна нивоа и неколико тимова који могу да контролишу вишеструки број писти, у зони одговорности аеродрома.

## Намена и задаци АКЛ
Аеродромска контрола летења намењена је за обављање следећих задатака:
- Контрола летења и одржавање радарског и радио контакта са ваздухопловом
- Контрола кретања и навигација кретања ваздухоплова према прописаним ваздушним коридорима као и у зони аеродрома.
- Стална веза са посадом ваздухоплова у циљу пријема и слања разних инструкција током различитих фаза лета.
- Пружање помоћи у међусобном раздвајању ваздухоплова (по висини и ширини) на безбедну удаљеност, применом прописаних радарских и нерадарских норми раздвајања.
- Пружање разних информација посади ваздухоплова и особљу које опслужује летења на аеродрому, укључујући и оне о временским условима, а све у циљу безбедног лета ваздухоплова.
- Правовремено препознавање ванредне ситуације која би могла да угрозе безбедност ваздушног саобраћаја,
- Пружање помоћи и праћење примене процедура у ванредним ситуацијама у ваздуху и на земљи.
- Непрекидна и интензивна међусобна комуницираја контролора са суседним контролама летења (било да се ради о суседима по вертикали или по хоризонтали).

## Пружаоци услуга ваздушне навигације и пружаоци услуга у ваздушном саобраћају
- Азербејџан – AzərAeroNaviqasiya
- Албанија – Agjencia Nacionale e Trafikut Ajror
- Алжир – Etablissement National de la Navigation Aérienne (ENNA)
- Јерменија – Armenian Air Traffic Services (ARMATS)
- Аустралија – Airservices Australia (State Owned Corporation) and Royal Australian Air Force
- Аустрија – Austro Control
- Бангладеш - Civil Aviation Authority, Bangladesh
- Белорусија – Republican Unitary Enterprise "Белаэронавигация (Belarusian Air Navigation)"
- Белгија – Belgocontrol
- Бразил – Departamento de Controle do Espaço Aéreo (ATC/ATM Authority) and ANAC – Agência Nacional de Aviação Civil (Civil Aviation Authority)
- Бугарска – Air Traffic Services Authority
- Камбоџа– Cambodia Air Traffic Services (CATS)
- Канада – Nav Canada – formerly provided by Transport Canada and Canadian Forces
- Кајманска Острва – CIAA Cayman Islands Airports Authority
- Централна Америка – Corporación Centroamericana de Servicios de Navegación Aérea
  - Гватемала – Dirección General de Aeronáutica Civil (DGAC)
  - Ел Салвадор
  - Хондурас
  - Никарагва – Empresa Administradora Aeropuertos Internacionales (EAAI)
  - Костарика – Dirección General de Aviación Civil
  - Белизе
- Чиле – Dirección General de Aeronáutica Civil (DGAC)
- Колумбија – Aeronáutica Civil Colombiana (UAEAC)
- Хрватска – Hrvatska kontrola zračne plovidbe (Croatia Control Ltd.)
- Куба – Instituto de Aeronáutica Civil de Cuba (IACC)
- Чешка – Řízení letového provozu ČR
- Кипар- Department of Civil Aviation
- Данска – Naviair (Danish ATC)
- Доминиканска Република – Instituto Dominicano de Aviación Civil (IDAC) "Dominican Institute of Civil Aviation"
- Кариби – Eastern Caribbean Civil Aviation Authority (ECCAA)
  - Анг вила
  - Антигва и Барбуда
  - Британска Девичанска Острва
  - Доминика
  - Гренада
  - Сент Китс и Невис
  - Света Луција
  - Сент Винсента и Гренадина
- Еквадор– Dirección General de Aviación Civil (DGAC) "General Direction of Civil Aviation" Government Body
- Естонија – Estonian Air Navigation Services
- Европа – Eurocontrol (European Organisation for the Safety of Air Navigation)
- Финска – Finavia
- Француска – Direction Générale de l'Aviation Civile (DGAC) : Direction des Services de la Navigation Aérienne (DSNA) (Government body)
- Грузија – SAKAERONAVIGATSIA, Ltd. (Georgian Air Navigation)
- Немачка – Deutsche Flugsicherung (German ATC – State-owned company)
- Грчка– Hellenic Civil Aviation Authority (HCAA)
- Хонгконг – Civil Aviation Department (CAD)
- Мађарска – HungaroControl Magyar Légiforgalmi Szolgálat Zrt. (HungaroControl Hungarian Air Navigation Services Pte. Ltd. Co.)
- Исланд– ISAVIA
- Индонезија – AirNav Indonesia
- Иран - Iran Civil Aviation Organization (ICAO)
- Ирска – Irish Aviation Authority (IAA)
- Индија– Airports Authority of India (AAI) (under Ministry of Civil Aviation, Government of India and Indian Air Force)
- Ирак – Iraqi Air Navigation – ICAA
- Израел – Israeli Airports Authority (IIA)
- Италија – ENAV SpA (State-owned company) and Italian Air Force
- Јамајка – JCAA (Jamaica Civil Aviation Authority)
- Јапан – JCAB (Japan Civil Aviation Bureau)
- Кенија – KCAA (Kenya Civil Aviation Authority)
- Латвија – LGS (Latvian ATC)
- Литванија – ANS (Lithuanian ATC)
- Луксембург – Administration de la navigation aérienne (ANA – government administration)
- Северна Македонија – DGCA (Macedonian ATC)
- Малезија – Department of Civil Aviation Malaysia (DCA)
- Малта – Malta Air Traffic Services Ltd
- Мексико – Servicios a la Navegación en el Espacio Aéreo Mexicano
- Мароко- Office National Des Aeroports (ONDA)
- Непал – Civil Aviation Authority of Nepal
- Холандија – Luchtverkeersleiding Nederland (LVNL) (Dutch ATC) Eurocontrol (European area control ATC)
- Нови Зеланд – Airways New Zealand (State Owned Enterprise)
- Норвешка – Avinor (State-owned private company)
- Оман – Directorate General of Meteorology & Air Navigation (Government of Oman)
- Пакистан – Civil Aviation Authority (under Government of Pakistan)
- Перу – Centro de Instrucción de Aviación Civil CIAC Civil Aviation Training Center
- Филипини – Civil Aviation Authority of the Philippines (CAAP) (under the Philippine Government)
- Пољска – Polish Air Navigation Services Agency (PANSA)
- Португалија – NAV (Portuguese ATC)
- Порторико – Administracion Federal de Aviacion
- Румунија – Romanian Air Traffic Services Administration (ROMATSA)
- Русија– Federal State Unitary Enterprise "State ATM Corporation"
- Саудијска Арабија – Saudi Air Navigation Services (SANS)
- Сејшели – Seychelles Civil Aviation Authority (SCAA)
- Сингапур – Civil Aviation Authority of Singapore (CAAS)
- Србија – Serbia and Montenegro Air Traffic Services Agency Ltd. (SMATSA)
- Словачка – Letové prevádzkové služby Slovenskej republiky
- Словенија– Slovenia Control
- Јужноафричка Република – Air Traffic and Navigation Services (ATNS)
- Јужна Кореја – Korea Office of Civil Aviation
- Шпанија – AENA now AENA S.A. (Spanish Airports) and ENAIRE (ATC & ATSP)[5]
- Шри Ланка– Airport & Aviation Services (Sri Lanka) Limited (Government owned company)
- Шведска – LFV (Government Body)
- Швајцарска – Skyguide
- Тајван – ANWS (Civil Aeronautical Administration)
- Тајланд – AEROTHAI (Aeronautical Radio of Thailand)
- Тринидад и Тобаго – Trinidad and Tobago Civil Aviation Authority (TTCAA)
- Турска – General Directorate of State Airports Authority (DHMI)
- Уједињени Арапски Емирати – General Civil Aviation Authority (GCAA)
- Велика Британија – National Air Traffic Services (NATS) (49% State Owned Public-Private Partnership)
- САД – Federal Aviation Administration (FAA) (Government Body)
- Украјина – Ukrainian State Air Traffic Service Enterprise (UkSATSE)
- Венецуела – Instituto Nacional de Aeronautica Civil (INAC)